# Mycomya edra
Mycomya edra är en tvåvingeart som beskrevs av Vaisanen 1994. Mycomya edra ingår i släktet Mycomya och familjen svampmyggor. Inga underarter finns listade i Catalogue of Life.